# Gesellschaftswagen

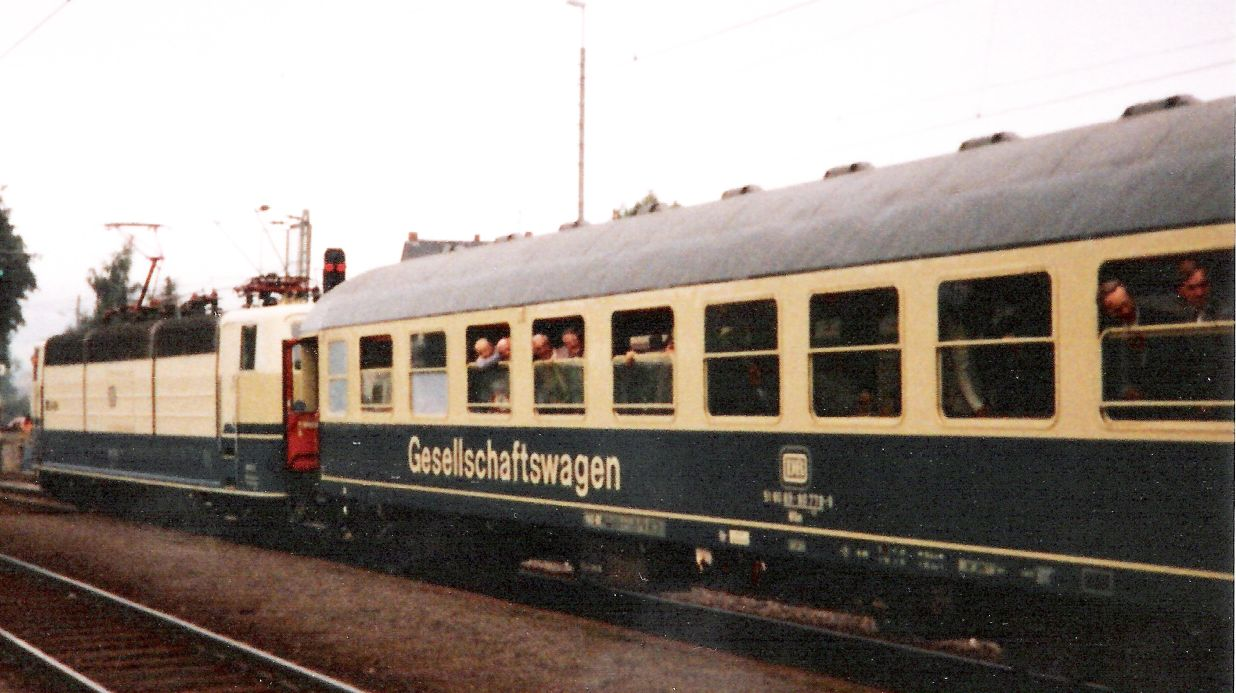
Gesellschaftswagen der Deutschen Bundesbahn im September 1981 in Hanweiler-Bad Rilchingen

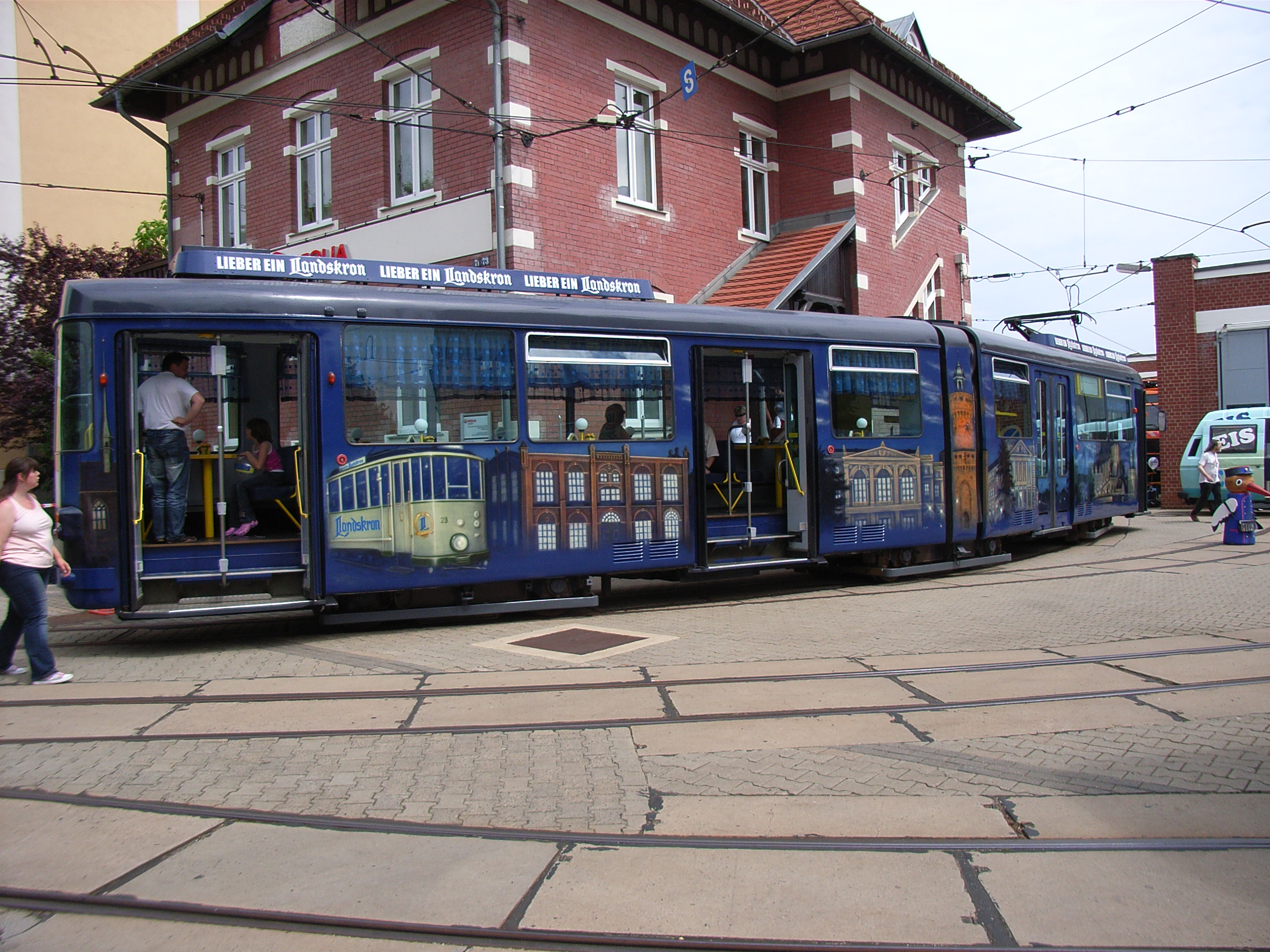
Partywagen Hopfenexpress der Straßenbahn Görlitz

Ein Gesellschaftswagen oder Partywagen ist ein Personenwagen der Eisenbahn oder ein Straßenbahnwagen, der zumindest mit Theke und Beschallungsanlage ausgerüstet ist, oft auch mit Speisewagenbestuhlung. Sogenannte Discowagen, Barwagen, Tanzwagen oder Sambawagen kommen dabei teilweise ohne Bestuhlung aus.

## Deutsche Bundesbahn
Bei der Deutschen Bundesbahn wurde der Gesellschaftswagen in den 1950er Jahren populär. Dafür wurden Vorkriegswagen diverser Bauarten hergerichtet. Vor allem Eilzugwagen der Bauarten Ci und BCi wurden umgebaut. Sie bekamen neben der flexiblen Einrichtungen äußerlich einen weinroten Anstrich, Mitte der 1970er Jahre das damals übliche elfenbein/ozeanblau. Die Wagen wurden als WGye eingeordnet. Diese Fahrzeuge wurden in den frühen 1980er-Jahren durch Neubauwagen und aus dem Umbau ehemaliger Buffetwagen entstandenen Gesellschaftswagen ersetzt. Gesellschaftswagen kommen meistens in Sonderzügen zum Einsatz. Bei Speisewagenmangel können diese aber dafür verwendet werden. In den 1980er-Jahren ersetzte in den Transitzügen Berlin–München ein angepasster Gesellschaftswagen den gewöhnlich beigestellten Speisewagen.